# 芦有ドライブウェイ
芦有ドライブウェイ（ろゆうドライブウェイ）は、兵庫県芦屋市・西宮市・神戸市北区にまたがる一般自動車道事業による有料道路である。また、芦有ドライブウェイ株式会社は、これを経営する企業で、西日本高速道路（NEXCO西日本）の子会社である。六甲山の東側を越え、芦屋市街地と有馬温泉を結ぶ。延長10.67キロメートル (km) 。

## 歴史
芦有開発株式会社が建設し、1961年9月21日に供用を開始した。
建設工事の最中の1960年（昭和35年）8月29日には、台風第16号による豪雨で作業員宿舎5棟が土砂崩れに巻き込まれて倒壊。作業員24人死亡するなど災害も発生した。
1992年（平成4年）に隣接する西宮北有料道路が開通してからは通行料収入が減少し、2005年（平成17年）からは恒常的に赤字路線となったが、道路の赤字は同社の不動産事業の収益で穴埋めをする状況となっていた。このため、当道路をオーストラリア最大の投資銀行であるマッコーリーグループに売却する交渉が進められた。
具体的には、芦有開発が2008年（平成20年）9月中に開催を目指した臨時株主総会で特別決議を行い、早ければ同年10月末にもドライブウェイ全線と沿線の展望台やレジャー施設など自動車道事業の資産をマッコーリーグループが設立する新会社へ継承する構想であった。なお、芦有開発はマッコーリーグループへの売却後も不動産事業は継続する予定であった。しかし、経済情勢の変化により文書で買収断念が伝えられた。
その後、2010年（平成22年）4月26日に西日本高速道路と日本政策投資銀行が当道路を買い取る契約を結んだことを発表し、阪急阪神ホールディングスグループから離脱することが決まった。西日本高速道路は、通行料金の値上げなどを行わなくとも、コスト削減によって黒字化は可能としている。
2010年（平成22年）6月15日、芦有開発は芦有ドライブウェイを経営する子会社として芦有ドライブウェイ株式会社を設立。7月7日に同社の株式を西日本高速道路と日本政策投資銀行に譲渡した。
2014年（平成26年）8月10日、台風11号による豪雨の影響で、有馬トンネル坑口部への土砂流入や盛土の崩落等の災害が発生し奥池 - 有馬ゲート間が通行止めとなった。8月20日には通行止め区間は宝殿ゲート - 有馬ゲート間に短縮されたが、この区間の通行止めも2015年（平成27年）7月17日に解除された。

## 出入口・接続道路
- 芦屋ゲート（兵庫県道344号奥山精道線）芦屋市奥池南町71-1[2]
- 宝殿ゲート（兵庫県道16号明石神戸宝塚線）
- 有馬ゲート（兵庫県道51号宝塚唐櫃線）神戸市北区有馬町字栗柄1869[2]

## 料金
料金は、全線を通し利用する場合と、区間利用（宝殿ICを利用）の2種類が存在する。また、奥池・展望台・芦屋ハイランドを利用する場合など、同一ICから入出路する場合は区間利用の料金と同額になっている。
| 車種                | 芦屋 - 宝殿 | 宝殿 - 有馬 | 芦屋 - 有馬 | 芦屋 - 有馬 （往復割引） |
| 自動二輪（125cc超） | 300         | 380         | 680         | 1,000                    |
| 普通自動車          | 420         | 530         | 950         | 1,400                    |
| マイクロバス        | 1,050       | 1,320       | 2,370       | 3,500                    |
| 大型自動車          | 1,680       | 2,120       | 3,800       | 5,700                    |

上記のほか、事業用（緑ナンバー）を除き、全車種、定期通行券も販売されている。
1月・2月は0時から翌朝7時まで閉鎖されるが、それ以外は終日通行可能である。自動二輪車は土曜日・日曜日・祝日は終日通行禁止となる。原動機付自転車を含む125cc以下の2輪車や軽車両は通行できない。

## 駐車場
1995年6月1日現在
- 芦屋ゲート（トイレ併設）　芦屋市奥池南町1-35
- 奥池遊びの広場　芦屋市奥池南町37-23
- 東六甲展望台
- 有馬展望台
- 北摂展望台
- 宝殿インター（トイレ併設）
- 有馬ゲート（トイレ併設）

## 設計概要[2]
- 総延長　10.67km（芦屋～有馬）
  - ループ式（環状型）道路の採用は、民間自動車道路では全国初。[2]
- 幅員　7m 2車線
- 舗装　アスファルトコンクリート　厚さ25cm　設計　荷重20t　曲線部分にゴム舗装
- トンネル　4か所総延長　1525m
  - 六甲トンネル（972m）、芦有トンネル（200m）、金井トンネル（ループ式、175m）、有馬トンネル（178m）
- 橋　総延長157m　設計荷重20t
  - 芦有橋（12m）、阪本橋（12m）、平野橋（25m）、西村橋（32m）、猿丸橋（24m）、下条橋（10m）、川島橋（12m）、岩崎橋（10m）、金慶橋（20m）
    - 金慶橋は、日本初のアルミ合金をつかった軽金属橋である[2]
    - 平野橋と西村橋は、日本ではじめて60キロ級抗張力鋼材を使った橋で、日本鋼管が橋に実用化した[2]
- バスストップ　7か所
  - 芦有ゲート前、東お多福山、奥池、東六甲展望台、宝殿橋、瑞宝寺公園前、有馬ゲート前
- 駐車場　9か所
  - 芦屋ゲート（トイレ併設、芦屋市奥池南町１－３５）、奥池遊びの広場（芦屋市奥池南町３７−２３）、東六甲展望台（西宮市越水社家郷山１−６５）、有馬展望台、北摂展望台、宝殿インター（トイレ併設）、有馬ゲート（トイレ併設）など
- 料金徴収所　3ヶ所
  - 芦屋、宝殿、有馬
- 通信施設　芦屋、宝殿、有馬の各ゲートのほか沿線に公衆電話を設置、芦有開発奥山事務所に災害用電話を設置
- 最急勾配　10%、最小曲線半径30m、最小視距30m
- チェーン脱着場　芦屋ゲート前、有馬ゲート前、奥池バス停前など
- その他
  - 兵庫県・芦屋市・芦有株式会社によって、県道奥山精道線の拡張整備工事を実施。当初の芦屋川沿いに新道路を建設する案は、花崗岩地質で危険なうえに膨大な工費がかかることから断念。
  - 山手小学校の学童安全用に、道路東側の小学校運動場から道をまたいで西側歩道に架かる専用歩道橋が建設される
- 工費　26億円余

## 公道化要望
芦屋市奥池町付近に住宅地があるが、当道路を利用しないと芦屋市街地に出ることができないとして、この地域の住民から芦屋市へ公道化の要望が出されている。1966年（昭和41年）3月30日に公道化を求める陳情が出され、全会一致で採択されている。また、前述のマッコーリーグループへの売却交渉の過程でも、過度な開発を懸念する観点より、地域住民から市及び市議会に対して公道化を含む要望が提出されている。

## 沿線施設
- 奥池に隣接し、グラウンドゴルフ場やバーベキューサイトのある「奥池あそびの広場」も同社が運営している[14]。
- 標高645mの「東六甲展望台」からは、大阪平野から神戸港までの眺望を眺めることができ、夜景スポットとしても知られる[15]。

## 旧会社・芦有開発（株）について

### 芦有開発（株）の沿革[16][2]
- 1957年5月22日　平野斉一郎を発起人代表として発起人設立準備委員会を開催。社名を「芦有開発（株）」に決定。
  - 芦屋市長の猿丸吉左衛門によって、1951年3月に「芦屋国際文化住宅都市建設法」が公布され、続けて内海清・芦屋市長のもとでも山地開発がすすめられる。
  - 1957年3月25日の芦屋市議会協議会における当自動車道の仮称は「六甲横断開発道路（仮称）」。
  - 社章は、アルファベットのＲを円で囲む[17]。
- 1957年5月23日　運輸省・建設省へ道路運送法による一般自動車道事業経営免許を申請。
  - 起点＝芦屋市奥山町1番地先
  - 終点＝神戸市兵庫区有馬北畑638番地先
  - 申請理由

```
　六甲連山をもって完全に遮断せられたる芦屋・有馬間に近代的高速自動車専用道路を完通させ、両地点を短絡直結せしめ、あわせて六甲国立公園東部未開発地域を開発することを目的といたします。
　有馬は京阪神に最も近い唯一の家族的温泉地として内外人に愛せられ、保養の客は雲集し非常な発展を続けておりますが、自動車による便は明治、大正の時代と大差なき状態であります。 
　六甲を東行する宝塚線は危険な急坂七曲りの嶮、すれ違い至難の長区間である船坂峠の降雨ごとに荒れる山間道路11.2キロは、近時大型化した観光バス、トラックの通過をこれ以上許容できなくなりました。六甲を西にとれば19.5キロの大迂回をなして漸く神戸市街地の北辺に達します。これより京都、大阪へは余分の長距離車走となるのであります。
　芦屋・有馬間8キロ強のこの路線が開発されればわずか20分間で両地点を結ぶ（現在1時間10分）、貨客の利便ははかり知れないものがあります。国鉄が阪神間唯一の急行電車停車駅に芦屋を指定、今秋より営業を開始いたしますことは本申請路線の利用後をいよいよ高からしめます。 
　また観光路線としてのみならず有馬奥地の広大な地域産業の発展に寄与するほか、東六甲山中の眞平な地はもちろん急斜面の疲弊した土地にも新たなる生命と豊穣を与えることができますので、1日も早くこれが実現を期し、ここに申請に及んだ次第であります。
```

- 1957年12月27日　運輸大臣・建設大臣より、一般自動車道事業経営免許の認可がおりる。
- 1958年3月1日　芦有開発株式会社を設立。仮事務所を芦屋市業平町74の芦屋公会堂内とする。
- 1958年10月30日　芦屋市より山地開発のため芦屋市奥山の土地70万坪（約230万平方メートル）が会社へ払い下げ
- 1959年2月27日　取締役役員の1名を増員（芦屋市長・内海 清氏）。公共団体が民営資本と組んで事業を進める、いわゆる『第3セクター』方式の先駆けのひとつだった。
- 1959年3月31日　本社建設用地として芦屋市公光町29-5の土地約257坪（約851平方メートル）を市から購入
- 1959年6月1日　芦有自動車道工事の起点から1.94kmの間の施行認可を得る
- 1959年6月26日　六甲山上の土地45町8反2畝（約46ha）を草川吾一氏より購入
  - 「吉高神社」（六甲最高峰・一軒茶屋から魚屋道沿いに有馬方面に北上したところに所在）は、芦有開発が土地を購入して以降、芦有開発社有地内となったため、春と秋に芦有開発によって祭礼が続けられた。祠が老朽化したため、1976年に芦有開発によって改築して、同年秋には20数年ぶりに大祭を行った。神社の神体は播磨・石の宝殿にある白山權現の神体のヘビ『ミーサン』を分祀したもので、戦前から大阪北浜の株屋仲間の信仰を集め、昭和10年頃の祭りには500人もの参拝者が集まった。2020年8月現在、敷地内土砂崩れのために立ち入りが禁止され、吉高神社は有馬にある湯泉神社（神戸市北区有馬町1908）に遷座した。
- 1959年7月1日　兵庫県芦屋ユースホステル建設のため、1000坪の敷地を無料貸与
- 1959年7月25日　芦有自動車道路工事を芦屋ゲート起点で着工（1961年8月17日完成）
- 1959年11月12日　厚生大臣から自然公園法による芦有道路事業認可を受ける
- 1960年6月10日　「兵庫県芦屋ユースホステル」をオープン（芦屋市奥池南町40-30）
  - 2000年3月31日　兵庫県芦屋ユースホステルを閉館
- 1960年6月18日　芦有開発株式会社の本社完成。所在地、芦屋市公光町29-5。
- 1961年9月21日　「芦有自動車道路」の供用を開始[3]。
  - 9月21日10時より開通式、同日14時以降から一般自動車へ無料開放。翌22日午前0時より営業開始
  - 開通式には、高松宮殿下などをお迎えする
- 1961年12月12日　タクシー事業について運輸省から認可を得る
- 1962年4月11日　タクシー事業「芦有タクシー」の営業を開始。ハイヤー制により、芦屋営業所・有馬営業所にトヨペット・クラウン15台（のち22台に増車）を備えて、事業開始。
  - 1972年4月24日　タクシー事業「芦有タクシー」を廃業。乗務員不足による休車や経費高騰による赤字つづきのため。
- 1962年8月22日　東六甲（ループ）展望台（西宮市越水社家郷山１−６５）の遊園地を造成。バス停側からレストハウスへのオーバーブリッジ（架道橋）を架設。レストハウスの食堂事業（軽食・喫茶）を始める。
  - 1962年9月25日　秩父宮妃殿下を東六甲展望台にお迎えする
  - 1963年8月1日　展望台レストランでジンギスカン料理を始める
  - 1968年にレストハウスの営業を中止。
  - 1969年5月14日　展望台レストランのジンギスカン料理を委託契約で再開
- 1962年10月2日　芦屋～有馬、芦屋～六甲山上間路線の定期バス運行について運輸省から認可を得る。
- 1963年3月31日　芦屋～有馬、芦屋～六甲山上間定期バス事業「芦有バス」を営業開始。車両8台（のち2台増車）。
  - 1964年3月2日　芦屋市浜芦屋町の宅地117坪（386平方メートル）を買収し、バス・タクシーの給油所とする
  - 1965年9月10日　芦有バスの運賃改定実施（約46%値上げ）
  - 1970年4月～1971年3月　芦有バス（芦屋～有馬、芦屋～六甲山上間定期バス）を1日上下約60便のダイヤを約半分に削減した
  - 1973年3月31日　芦有バス（芦屋～有馬、芦屋～六甲山上間定期バス）のうち、宝殿～六甲山上間を1972年から運行休止中だったが、3月末で路線を廃止。
  - 1977年6月28日　第32期株主総会において、路線バス事業を阪急バス（株）へ譲渡することが承認される
  - 1977年9月21日　路線バス事業を阪急バスに譲渡。この日より阪急バスの芦屋有馬線として運営される。
- 1963年6月22日　宅地建物取引業者の免許を取得。7月4日に業者登録。
- 1963年7月20日　奥池動物園および舟遊びなど奥池園地事業として国立公園事業の認可申請と風致地区関係の許可を申請
- 1964年4月2日　奥池園地事業の認可を得る。レストラン・遊園地・舟遊び・小動物園・奥池野外ステージを建造。
  - 奥池でこれよりさき業者による売店と貸ボードの営業が行われていたが、1961年3月に芦有開発が買収し、同年4月から貸しボート、同年6月から売店の営業を開始。
- 1964年6月21日　日本国有鉄道から旧国鉄三田～有馬間の廃線敷地4万8617坪（16万716平方メートル）の払い下げを受ける
  - 当初の道路建設構想では、有馬を経て三田市に抜けるルートも計画していたため、1943年に廃線になった有馬～三田（約8km）の国鉄有馬線の敷地も購入した。
  - 1965年4月より、国鉄有馬線廃線敷地を、所属する神戸市・西宮市・三田市の各市へ売却を開始した。
  - 1971年3月より、国鉄有馬線廃線敷地を、日本道路公団から一部買収したいとの申し出があったのを機に、西宮市・三田市・神戸市各市域内に属する土地を各市へ売却。
- 1964年7月24日　「奥池遊園地」を開園。「第1回ハワイまつり」を開催。
  - 1970年6月1日　奥池遊園地を廃業。芦屋市が奥池貯水池を造成するにあたり、水質保全のために奥池の舟遊びなど水面使用が禁止になったほか、別の市有地との交換が行われ、芦有開発の遊園地が大きく縮小されたため。
    - 小動物園の動物たち、ボートや水遊び道具、遊園地に導入された旧京都市電のチンチン電車2両などは「東条湖ランド」に売却された。

  - 「奥池ハワイまつり」は、その後5年間開催したが、1969年から中止となった。
- 1964年8月18日　第1工区の宅地造成工事の事業認可を受け、工事着工。
  - 1969年2月7日　工事完了。計画戸数は259戸。
- 1964年10月26日　旅行あつせん業を開始。
  - 1975年10月27日　旅行あつせん業を廃止。
- 1964年12月11日　財団法人・兵庫県ユネスコ会館へ社有地1000坪（3302平方メートル）を寄付。
  - 1986年3月24日　兵庫県ユネスコ会館の営業を廃止。
- 1965年2月4日　芦有道路の定期料金が認可（芦屋ゲート～奥池間を50%割引とする）
- 1965年3月22日　奥山管理事務所を新設（芦屋市奥池南町34-1）。のち1970年に増築。
- 1966年2月9日　奥山分譲地内の上下水道工事を実施
- 1968年3月5日　宅地造成第3工区内幹線道路に関する許可を申請
- 1968年4月9日　第3工区（芦屋市奥池南町）の住宅地造成事業法による認可を兵庫県に申請
  - 1969年3月12日　第3工区の宅地造成事業を兵庫県より認可を受ける
  - 1969年3月31日　第3工区の宅地造成事業を、芦有開発・熊谷組・財団法人電気通信共済会との共同開発方式から、熊谷組・財団法人電気通信共済会に土地全部を譲渡
  - 1969年9月27日　第3工区の宅地造成事業の工事着手届を提出
  - 1972年11月10日　第3工区（芦屋ハイランド）の宅地造成について、環境庁から自然公園法の許可を受ける
  - 1972年11月16日　芦屋ハイランドの旧住宅地造成事業法の認可を兵庫県から受ける
  - 1973年1月30日　第3工区宅地造成事業「芦屋ハイランド」（62.3ha、計画戸数441戸）の造成が完了。
- 1968年9月30日　芦屋市の上水道第4期拡張計画に伴い、奥池付近の会社土地2万坪（6万6千平方メートル）と市有地の芦屋共有山地6万坪（19万8千平方メートル）を交換
- 1970年2月10日　1969年より工事をしていた第2工区宅地造成工事が完了。宅地面積8.9ha。計画戸数27戸。
- 1970年9月10日　第4工区（芦屋市奥池町）の宅地造成工事の認可を兵庫県より受ける
- 1970年10月31日　会社経営地が国立公園内にあるため新都市計画法による市街地調整区域に指定される
- 1971年3月25日　奥池に隣接する会社所有地を芦屋市と交換した区域に、芦屋市が上水道水源として1969年3月から建設していた「奥山貯水池」が完成
- 1972年9月6日　芦屋市公光町の本社向かいにあった関西信用金庫跡の土地70坪（231平方メートル）と建物90坪（297平方メートル）を買い入れ。
- 1973年1月22日　ユニチカ、三和みどり会、芦有開発の3社で、「（株）AAC（芦屋アーチャーズクラブ）」を設立。芦屋市奥山1の芦有開発の社有地約5満3200平方メートルを賃貸。
  - 野外アーチェリー場について1974年3月に認可がおり、1974年7月1日より営業開始。
  - 1994年1月　芦屋アーチャーズクラブを、長引く低迷で営業継続の見込みが立たなくなったため、解散。アーチェリーやアスレチックなどの旧施設は芦有開発の帰属となる。
- 1974年5月7日　芦有開発奥山事務所（芦屋市奥池南町34-1）を開設
- 1975年3月31日　芦屋市奥山地域に宅地造成した第1・第2・第3工区の道路・下水道・公園・緑地などの公共施設を芦屋市へ無償で移管。
- 1976年7月10日　道路通行料金を14年ぶりに改訂。普通自動車の芦屋～有馬間を500円から600円に改定する。
- 1976年12月16日　芦有開発（株）が整備に協力した研修・宿泊施設「六甲ハウス」（芦屋市奥池南町41-1）がオープン。運営は（株）六甲。
- 1978年4月1日　「奥池遊びの広場」を開園。奥池の北側のおとり、アカマツ林を含む約1万7000平方メートルを有し、キャンプやピニクニックを楽しめる。
- 1979年3月31日　全区間の定期料金が運輸省から認可。全区間で割引率を60%とする。
- 1980年4月1日　芦有開発（株）が奥山住宅地域へ供給する簡易水道施設を芦屋市へ移管。管理業務は芦有開発へ委託。
  - 1986年4月1日　芦屋市から委託された奥池住宅地域の下水道管理業務を市に返還。
  - 1988年3月31日　芦屋市から委託されていた水道管理業務を4月1日から芦屋市の管理に変更。また、宝殿の水道施設を市から会社に返還。
- 1980年7月14日　第4工区の住宅造成事業を環境庁長官が許可
  - 1980年10月1日　第4工区宅地造成事業の認可を県知事から受ける
  - 1982年4月1日　第4工区宅地造成事業着手準備に入る
  - 1985年3月19日　第4工区宅地造成工事「ユートピア・アシヤ」が完成。施行面積16ha、宅地面積6.8ha、計画戸数40戸。
  - 1987年7月27日　ユートピア・アシヤに最初の住宅地（鉄骨プレハブ2階建て、231平方メートル＝賃貸）の建築が決定する。
  - 1988年5月1日　ユートピア・アシヤに建設中の賃貸住宅が完成。
- 1980年4月7日～12月9日　第2工区の土地を個人（1516平方メートル）・法人2社（6万8291平方メートル）に売却
- 1984年3月31日　1983年度における1年間の通行自動車台数が100万台を突破する
- 1984年7月21日　兵庫県公安委員会の指示により、2輪車の暴走による事故防止のため、土・日曜・祭日の乗り入れ禁止規制を実施
- 1985年9月10日　西宮市所有の東六甲（ループ）展望台の敷地の一部1万4629平方メートルを当社所有地2万631平方メートルと等価交換する。芦有開発は展望台全体の事業計画が可能となる。
- 1986年2月20日　道路通行料の改訂が12日に認可され、20日から実施。平均16.6%値上げ。普通自動車の芦屋～有馬間の通行料は600円から700円に。
- 1988年7月26日　創立30周年記念事業として奥池に高さ30mまで水があがる噴水を芦屋市に寄贈
  - 1989年4月14日　湖畔の六甲ハウス（芦屋市奥池南町41-1）で噴水の寄贈式を開催
- 1989年11月1日　第3回目の料金改定が認可され、1日から実施。標準車両で14%強の値上げ。普通自動車で芦屋～有馬間700円が800円に。
- 1991年3月　1990年4月からの年間車両通行台数が最高となる140万514台となる。
- 1991年3月25日　兵庫県道西宮大沢線のうち、下田橋～県道明石神戸宝塚線との合流点の間、盤滝トンネルを含む6.2kmの改良工事が完成。
- 1991年7月21日～8月末日　遊びの広場で「第1回バーベキュー祭り」を開催。営業は正午から午後10時まで。
- 1995年1月17日　阪神大震災（兵庫県南部地震）発生により、芦有ドライブウェイ全線で被災し通行止め。本社建物も被災。
  - 1995年2月5日　阪急バスは芦屋～芦屋ハイランド間のみ運行再開
  - 1995年1月17日～1月31日　被災者対策として芦有ドライブウェイの芦屋～奥池間と宝殿～有馬間を一般に無料開放。
- 1995年4月26日　被災後ただちに「芦有道路災害復旧検討委員会」を設け、運輸省・建設省の指導のもと突貫工事にかかり、100日ぶりの4月26日に片側車線だけ開通。
  - 1995年4月26日　芦有ドライブウェイの片側車線のみ開通により、同日から阪急バスは芦屋～有馬間の運行を再開。
- 1995年6月1日　社史「芦有ドライブウェイの歩み」（発行・芦有株式会社、制作・朝日カルチャーセンター、印刷・凸版印刷株式会社）を発行。
  - 本社の所在地は芦屋市公光町5-8、奥山事務所の所在地は芦屋市奥池南町34-1とする。
- 1996年8月8日　芦有ドライブウェイ全線復旧（2000年3月31日、震災復旧工事完了）
- 1997年10月20日　奥池に本社事務所を新築し、完成（芦屋市奥池南町３４番１号）
- 1998年8月　本社事務所敷地内に芦屋消防署奥池分遣所を設立
- 1998年11月20日　「ユートピア芦屋」を分譲開始（2003年3月完売）
- 2003年4月1日　土日祝の前日に限り24時間営業を開始（2004年7月1日　冬期を除く全日24時間営業に拡大）
- 2003年10月10日　本店所在地を奥池南町に移転登記（芦屋市奥池南町３４番１号）
- 2004年3月22日　西宮北有料道路との立体交差が完成
- 2004年10月20日　台風23号により被災（2005年3月31日　復旧工事完了）
- 2005年4月19日　公式ホームページ開設
- 2005年5月　東六甲展望台レストハウスを新築し、直営開業
- 2006年5月15日　料金所半自動化営業開始
- 2006年7月8日　奥池南町6区画宅地造成工事着工（2007年3月31日工事完了）
- 2007年5月1日～2008年3月末日　芦屋～有馬間全線定期券（7800円）を期間限定発売
- 2008年3月1日　会社創立50周年
- 2010年6月15日　「芦有ドライブウェイ」株式会社を設立。本社、芦屋市奥池南町３４番１号。

### 芦有開発（株）の事業所一覧（当時）
- 本社　兵庫県芦屋市公光町29-5[16] [18]
  - 1972年現在は公光町5-8[19]
- 芦屋料金徴収所　芦屋市奥山1-35[16] [18]
  - 1972年現在は「芦屋起点管理事務所」である[19]
- 有馬料金徴収所　神戸市兵庫区有馬町字栗柄1869[16] [18]
- 芦有バス芦屋営業所　芦屋市公光町29-5[20]（所在地本社に同じ、のちに公光町5-8[21]）
  - 1970年現在は、「芦有バス総合事務所」として芦屋市奥山1番48に所在[22]
  - 1972年現在は、芦屋市奥山1-388[19]
- 芦有バス有馬営業所　神戸市兵庫区有馬町字乙倉谷189-2[16] [18]
- 芦有バス奥山営業所・奥山車庫　芦屋市奥山1-35（所在地は芦屋ゲートに同じ）[23]
- 芦有バス浜芦屋バス車庫　芦屋市浜芦屋町17-2[23]
- 芦有タクシー芦屋営業所　芦屋市公光町28-10
  - 1970年現在は所在本社に同じ[19][22]
- 芦有タクシー有馬営業所　神戸市兵庫区有馬町字乙倉谷189-2[16] [18]
  - 1966年現在[23]は、有馬料金徴収所（兵庫区有馬町字栗柄1869）に所在[22][20]
- 奥池遊園地管理事務所　芦屋市奥山1-5[16] [18]
  - 1972年現在は「奥山総合開発事務所」である[19]
- 展望台レストハウス　兵庫県西宮市越水字社家郷山1-79[16] [18]
- 奥池地区開発事務所　兵庫県芦屋市奥山1-230[16] [18]
- 宝殿管理事務所　兵庫県西宮市越水字社家郷山1-85[16] [18]
- 芦有観光（国鉄駅前）芦屋営業所　芦屋市業平町1-18（1970年現在[19][22]）
- 奥山汚水処理場　芦屋市奥山1-92（1970年現在[19][22]）

## 芦有開発（株）がおこなった宅地造成
芦有開発では、芦屋市の重点施策であった山地開発に沿って、4工区に分けて奥山地区の土地開発を手掛けた。
第1工区は1969年中には分譲をほぼ完了した。第1工区と第2工区は、メーカー・商社・百貨店・テレビ局などの企業の保養所や研修施設がある。1994年4月現在で、奥池町の第1工区には17施設、奥池南町の第２工区には８施設があり、このうち保養所は18施設で、宿泊定員は平均30人弱の計488人、年間約3万2000人の宿泊者があった。
第３工区「芦屋ハイランド」は、芦有開発（株）、（株）熊谷組、（財団法人）電気通信共済会の3者による共同開発方式が計画されていたが、芦有開発（株）は芦有ドライブウェイ建設に伴う巨費の借入金の返済を優先させるため、土地の全部を6億5729万円で、財団法人電気通信共済会に土地全部を譲渡した。以後、宅地造成は熊谷組で進められ、1973年に造成工事が完了し、「芦屋ハイランド」と名付けて分譲された。
第４工区「ユートピア・アシヤ」は、芦屋市が上水道第4期拡張計画に伴い奥山貯水池を造るため、奥池の南に隣接する芦有開発所有地6.6haと芦屋市所有山地19.8haを交換することが1968年に決定し、1982年から宅地造成工事がはじまり、1985年に完成した。宅地分譲ではなく、土地賃貸方式がとられた。
この土地開発は昭和40年代～昭和50年代にかけての日本経済の高度成長と土地ブームに乗る売却益を得て、一時には土地経営収入が本業の自動車道収入の約3倍にあたるほどだった。これにより、自動車道建設における多額の借入金の返済にあてることができ、財務体質の改善に貢献した。しかし、バブル崩壊後は、土地保有の収益性が低下し、造成土地以外に約26haに上る各所の会社保有遊休地の有効活用が経営の課題となった。
なお、1964年以来、芦有開発が開発の奥山住宅地域へ供給していた水道施設は、1980年4月から芦屋市に移管され、村管理業務が芦有開発に委託されていたが、1986年4月以降は、芦屋市が管理することになった。
- 第1工区
  - 事業認可 1964年8月18日～工事完了検査 1969年2月7日
  - 工区面積　36.1ha、宅地面積21.1ha、計画戸数259戸（計画人口1036人）
  - 「東お多福山登山口」～「奥池」バス停、池ノ谷西側（奥池町1番～31番）

- 第2工区
  - 事業認可 1969年12月6日～ 工事完了検査 1970年1月13日、工事完了公告 1970年2月10日
  - 工区面積　12.4ha、宅地面積8.9ha、計画戸数27戸（計画人口108人）
  - 奥池南町43番～47番

- 第3工区「芦屋ハイランド」
  - 事業認可 1969年3月12日～ 工事完了検査 1973年1月19日、工事完了公告 1973年1月30日
  - 工区面積　62.3ha、宅地面積21.4ha、計画戸数441戸（計画人口1764人）
  - 芦有開発・熊谷組・財団法人電気通信共済会との共同開発方式から、熊谷組・財団法人電気通信共済会に土地全部を譲渡したうえでに宅地造成および分譲を実施
  - 奥池南町3番～33番、48番～71番
- 第4工区「ユートピア・アシヤ」（許認可番号　兵庫県指令阪県第291-1号）
  - 事業認可 1981年10月１日～ 工事完了検査 1985年3月6日、工事完了公告 1985年3月19日
  - 工区面積　16.0ha、宅地面積6.8ha、計画戸数40戸（計画人口160人）
  - 総事業面積161148平方メートル（48747坪）、総区画数40戸
  - 土地賃貸借方式
  - 「東お多福山登山口」バス停北西・蛇谷沿い・平和橋周辺（奥池町31番-3および32～37番）

## 路線バス「芦有バス」[2]
1963年3月31日、芦有開発（株）による一般乗合旅客自動車運送事業（路線バス）として「芦有バス」が運行を開始した。1962年10月2日に運輸省から事業免許の認可を受けたもので、阪神芦屋～有馬温泉（古泉閣前）間と阪神芦屋～六甲山上間で定期路線バスの営業を開始した。
バス車両は日野1963年FP10型ロマンスシート・定員76人4台と、ふそう1963年MP480型ロマンスシート・定員74人4台の計8台でスタートした。のち1963年に2台が増車された。白い地にブルーラインを描いたスマートな車体であった。
運転系統は、阪神芦屋・国鉄芦屋・阪急芦屋川からの客を有馬から六甲山頂に運ぼうというもので、芦屋～有馬間は1日22往復、芦屋～六甲山上間は1日6往復（冬季2往復）、有馬～六甲山上線は1日3往復（冬季1往復）だった。なお、当時の車庫は芦屋ゲート横にあった。
芦有バスは当時の新規免許のバス事業としては好調な滑り出しで、当初のバス10台では旅客が捌き切れない状態になり、1964年4月1日からは車両をさらに4台増やして14台（稼働12台、予備2台）とした。とくに1964年からは7月下旬～8月下旬にかけての1か月間、奥池ハワイまつりが催されたために7～8月の乗車人員は前年の10万2,800人から24万8,400人の2倍以上に増えた。1964年4月～9月（第14期）の収入は大幅に伸びて3,152万円を記録したものの、出費も4540万円に達し、経営的には1,388万円の赤字になった。1965年9月10日には約46％の値上げの料金改定が実施されたが依然赤字が続いた。
1964年冬～1965年9月の運賃改定までの発行日不詳の改正版時刻表では、有馬側の終点を有馬温泉（古泉閣前）から有馬駅前に変更し、増発を行い、阪神芦屋～有馬駅前系統、阪神芦屋～山手町系統、阪神芦屋～一軒茶屋系統の3系統が運行されていた。
1970年3月からはそれまで1日上下約60便だったバスダイヤを約半分に削減した。1971年には人件費削減のため、阪神芦屋～有馬駅前間をワンマンバスに切り替え、利用者が少ないうえ、道幅が狭く曲折が多いためワンマン運行が認められない六甲山上線（宝殿橋～六甲山上間）は運行を休止した。ファミリカーの急増や奥池遊園地の廃園に伴う利用客の減少傾向などもあって、こうした合理的努力も営業成績を好転させるに至らず、年間3,000万円前後の赤字が続いた。このため、1977年6月28日の第32期株主総会で、定期路線バス事業を阪急バス株式会社に譲渡することを承認し、1977年7月1日に阪急バスとの間で乗合事業営業の譲渡に関する締結を結び、路線（阪神芦屋～有馬駅前間、奥池～芦屋ハイランド間）および物件（車両9両・停留所標柱22本・停留所上屋4か所）・従業員の引継ぎ（運転士12名）が行われた。1977年9月21日からは阪急バス株式会社が阪神芦屋～奥池～有馬（太閤橋）～山口営業所前線と阪神芦屋～奥池～芦屋ハイランド線を運行することとなった。

### 1995年4月現在の運行内容
阪神芦屋～有馬温泉（太閤橋）間は15停留所を約40分で結び、午前8時から午後8時40分まで約1時間ごとに約15便、うち7便は有馬を経て山口営業所前まで運行した。また、阪神芦屋～芦屋ハイランド間は7停留所を約30分で結び、午前7時から午後9時25分まで約1時間ごとに約15便あった。また、1995年4月現在の運賃は、阪神芦屋～有馬温泉（太閤橋）間は730円（山口営業所前まで860円）、阪神芦屋～芦屋ハイランド間は410円であった。

### 2024年現在の運行内容
- 阪急バス
  - 81系統：阪神芦屋 - JR芦屋南口 - （→JR芦屋→） - 阪急芦屋川 - 奥池 - 芦屋ハイランド
    - 2024年4月1日をもって80系統（阪神芦屋 - JR芦屋南口 - （→JR芦屋→） - 阪急芦屋川 - 奥池 - 展望台 - 有馬温泉（太閤橋））が廃止され[27]、芦屋と有馬温泉とを結ぶバス路線は消滅した。

## タクシー「芦有タクシー」
芦有開発株式会社が付帯事業として経営免許申請をしていたタクシー事業「芦有タクシー」は、1961年12月12日に認可され、1962年4月11日から営業を開始した。芦屋という土地柄もあってハイヤー制でスタートし、当時国産デラックスカーであったトヨペットクラウン15台を備え、運転手約30人は制服・制帽姿で、服装や言葉遣いなど品位ある接客態度を心掛けるように気を付けることをモットーとしていた。芦屋市公光町28-10の芦有開発株式会社本社前に芦屋営業所、神戸市北区有馬町乙倉谷188-2の旧国鉄有馬駅跡に有馬営業所を置いた。芦屋営業所の電話番号は「芦屋②－4271番」で「世に無い」ということで利用客に覚えてもらうことにした。
1962年から1963年9月末までの各半期ごとの営業成績はそれぞれ300万前後の赤字であったが、第13期（1963年10月～1964年3月）には黒字に転換し、1963年2月には7台を増車して計22台となった。当時、芦屋～有馬間タクシー料金880円、道路使用料500円で「有馬温泉行は芦有ドライブウェイで行くのが早くて一番おとくです」をセールスポイントにしていた。（1963年3月当時の芦有バスの運賃は、阪急芦屋・国鉄芦屋・阪神芦屋から有馬までの運賃はそれぞれ130円・135円・140円だった）
その後も、黒字成績が続いたが、1968年10月以降は、乗務員の定着率の悪化による休車や事故の増加および乗務員不足による需要時間帯のアンバランスなどが響き、業績は減少して赤字に転じた。また、燃料費など諸経費の高騰や行政指導による労働条件や給与体系の改善で、さらに経営を圧迫し、1969年10月～1970年3月における成績は半期で約713万円の赤字となった。1970年には収入の増加と管理費の削減を図るために、ハイヤー制から流しに切り替える対策を実施、この間に料金改定を実施したものの、経営は好転せず、1971年4月～1972年3月には853万円もの赤字を出したため廃業を決断し、1972年4月24日、ちょうど営業10年でタクシー業を廃業した。

## イメージソング
- 毎日新聞社選定「東六甲の歌」
  - 『ふたりの季節』　作詞：皆川一男/補作：万里村ゆき子、作曲：万里村ゆき子、編曲：河村利夫、題字：芦有開発株式会社社長　金井慶二、唄：ジュディ・オング、1968年（昭和43年）5月25日発売